# Szász Zoltán (író)
Szász Zoltán (Kolozsvár, 1877. január 28. – Budapest, 1940. március 16.) író, újságíró.

## Életpályája
Budapesten jogot és bölcsészetet hallgatott. Újságírói pályáját a Pesti Naplónál kezdte, majd a Pesti Hírlap szerkesztőségében dolgozott. Ezután a Nyugatnak és a Jövendőnek is munkatársa volt. A Tanácsköztársaság alatt letartóztatták, ám az antant misszió kiszabadította őt. 1924-ben Szellem címmel folyóiratot adott ki; ezt követően az Újságnak, a Pesti Naplónak és a Toll című folyóiratnak volt munkatársa.
A szabadkőművesek közé tartozott.

## Főbb művei
- A szerelem (novellák, Bp., 1913);
- Séták a függőkertben (elbeszélések, Bp., 1914);
- Kedves mester! (színmű, bemutató: Magyar Színház, 1917).